# Gran Premio di San Marino 2005
Il Gran Premio di San Marino 2005 si è disputato domenica 24 aprile 2005 presso l'Autodromo Enzo e Dino Ferrari di Imola, quarta prova della stagione 2005 del Campionato mondiale di Formula 1. La gara è stata vinta da Fernando Alonso su Renault, davanti a Michael Schumacher su Ferrari, che ha effettuato anche il giro più veloce, e ad Alexander Wurz su McLaren-Mercedes.

## Vigilia

### Aspetti sportivi
Alexander Wurz prende il posto dell'infortunato Juan Pablo Montoya alla McLaren-Mercedes, mentre Pedro de la Rosa, che aveva corso come titolare in Bahrain, ricopre in quest'occasione il ruolo di terzo pilota. L'ultima apparizione del pilota austriaco come titolare risaliva al Gran Premio della Malesia 2000, a bordo di una Benetton.
Vitantonio Liuzzi, terzo pilota per la Red Bull nei primi tre Gran Premi, scambia il proprio ruolo con il titolare Christian Klien disputando così la sua prima gara della carriera; questo assetto si è mantenuto anche nei tre eventi successivi.
Oltre ai già citati Klien e de la Rosa, nelle prove libere del venerdì corrono anche Ricardo Zonta per la Toyota e Robert Doornbos per la Jordan.

### Aspetti tecnici
La Minardi porta al debutto la nuova PS05

## Prove

### Risultati
Nella prima sessione del venerdì si è avuta questa situazione:
| Pos | Nº | Pilota           | Costruttore      | Tempo    | Gap    | Giri |
| --- | -- | ---------------- | ---------------- | -------- | ------ | ---- |
| 1   | 35 | Pedro de la Rosa | McLaren-Mercedes | 1:21.060 |        | 17   |
| 2   | 38 | Ricardo Zonta    | Toyota           | 1:21.174 | +0.114 | 21   |
| 3   | 3  | Jenson Button    | BAR-Honda        | 1:21.805 | +0.745 | 6    |

Nella seconda sessione del venerdì si è avuta questa situazione:
| Pos | Nº | Pilota           | Costruttore      | Tempo    | Gap    | Giri |
| --- | -- | ---------------- | ---------------- | -------- | ------ | ---- |
| 1   | 35 | Pedro de la Rosa | McLaren-Mercedes | 1:20.484 |        | 31   |
| 2   | 3  | Jenson Button    | BAR-Honda        | 1:21.052 | +0.568 | 28   |
| 3   | 9  | Kimi Räikkönen   | McLaren-Mercedes | 1:21.704 | +1.220 | 16   |

Nella prima sessione del sabato si è avuta questa situazione:
| Pos | Nº | Pilota             | Costruttore     | Tempo    | Gap    | Giri |
| --- | -- | ------------------ | --------------- | -------- | ------ | ---- |
| 1   | 1  | Michael Schumacher | Ferrari         | 1:21.356 |        | 8    |
| 2   | 2  | Rubens Barrichello | Ferrari         | 1:22.885 | +1.529 | 14   |
| 3   | 12 | Felipe Massa       | Sauber-Petronas | 1:22.971 | +1.615 | 6    |

Nella seconda sessione del sabato si è avuta questa situazione:
| Pos | Nº | Pilota          | Costruttore      | Tempo    | Gap    | Giri |
| --- | -- | --------------- | ---------------- | -------- | ------ | ---- |
| 1   | 3  | Jenson Button   | BAR-Honda        | 1:20.058 |        | 16   |
| 2   | 5  | Fernando Alonso | Renault          | 1:20.114 | +0.056 | 8    |
| 3   | 9  | Kimi Räikkönen  | McLaren-Mercedes | 1:20.209 | +0.151 | 10   |

## Qualifiche

### Resoconto
Nella prima sessione Kimi Räikkönen e Fernando Alonso chiudono a soli tre millesimi di differenza, a vantaggio del finlandese. I due sono seguiti da Michael Schumacher che, spinto dal pubblico di casa, ottiene un insperato terzo posto davanti al combattivo Mark Webber. Per quanto riguarda i piloti italiani, in difficoltà sia Giancarlo Fisichella sia Vitantonio Liuzzi, che chiudono rispettivamente in quindicesima e sedicesima posizione, mentre Jarno Trulli si disimpegna meglio ottenendo il sesto tempo.
Nella seconda sessione Kimi Räikkönen sfrutta al meglio il minor carico di benzina rispetto a Fernando Alonso per distanziarlo di mezzo secondo. In seconda fila si classificano le due BAR di Jenson Button e Takuma Satō mentre Michael Schumacher, che bene aveva fatto nella sessione del sabato, commette qualche errore nel suo giro ottenendo un deludente sedicesimo posto a quattro secondi dalla vetta. Christijan Albers, l'olandese della Minardi, non compie il giro di qualifica.
La griglia di partenza si profila dunque in questo modo: in prima fila Räikkönen ed Alonso, in seconda fila Button e Webber, in terza fila Trulli e Sato. Schumacher parte quattordicesimo, il compagno di squadra Barrichello decimo.

### Risultati
Nelle sessioni di qualifica si è avuta questa situazione:
| Pos | Nº | Pilota               | Costruttore      | Q1       | Q2          | Totale      | Distacco | Griglia |
| --- | -- | -------------------- | ---------------- | -------- | ----------- | ----------- | -------- | ------- |
| 1   | 9  | Kimi Räikkönen       | McLaren-Mercedes | 1:19.886 | 1:22.994    | 2:42.880    |          | 1       |
| 2   | 5  | Fernando Alonso      | Renault          | 1:19.889 | 1:23.552    | 2:43.441    | +0.561   | 2       |
| 3   | 3  | Jenson Button        | BAR-Honda        | 1:20.464 | 1:23.641    | 2:44.105    | +1.225   | 3       |
| 4   | 7  | Mark Webber          | Williams-BMW     | 1:20.442 | 1:24.069    | 2:44.511    | +1.631   | 4       |
| 5   | 16 | Jarno Trulli         | Toyota           | 1:20.492 | 1:24.026    | 2:44.518    | +1.638   | 5       |
| 6   | 4  | Takuma Satō          | BAR-Honda        | 1:20.851 | 1:23.807    | 2:44.568    | +1.778   | 6       |
| 7   | 10 | Alexander Wurz       | McLaren-Mercedes | 1:20.632 | 1:24.057    | 2:44.689    | +1.809   | 7       |
| 8   | 12 | Felipe Massa         | Sauber-Petronas  | 1:20.593 | 1:24.337    | 2:44.930    | +2.050   | 18      |
| 9   | 8  | Nick Heidfeld        | Williams-BMW     | 1:20.807 | 1:24.389    | 2:45.196    | +2.316   | 8       |
| 10  | 2  | Rubens Barrichello   | Ferrari          | 1:20.892 | 1:24.351    | 2:45.243    | +2.363   | 9       |
| 11  | 17 | Ralf Schumacher      | Toyota           | 1:20.994 | 1:24.422    | 2:45.416    | +2.536   | 10      |
| 12  | 11 | Jacques Villeneuve   | Sauber-Petronas  | 1:20.999 | 1:25.260    | 2:46.259    | +3.379   | 11      |
| 13  | 6  | Giancarlo Fisichella | Renault          | 1:21.708 | 1:25.002    | 2:46.710    | +3.830   | 12      |
| 14  | 1  | Michael Schumacher   | Ferrari          | 1:20.260 | 1:26.984    | 2:47.244    | +4.364   | 13      |
| 15  | 14 | David Coulthard      | RBR-Cosworth     | 1:21.632 | 1:26.438    | 2:48.080    | +5.190   | 14      |
| 16  | 15 | Vitantonio Liuzzi    | RBR-Cosworth     | 1:21.804 | 1:26.351    | 2:48.155    | +5.275   | 15      |
| 17  | 19 | Narain Karthikeyan   | Jordan-Toyota    | 1:23.123 | 1:28.976    | 2:52.099    | +9.219   | 16      |
| 18  | 18 | Tiago Monteiro       | Jordan-Toyota    | 1:25.100 | 1:29.152    | 2:54.252    | +11.372  | 17      |
| 19  | 20 | Patrick Friesacher   | Minardi-Cosworth | 1:26.484 | 1:30.564    | 2:57.048    | +14.168  | 19      |
| 20  | 21 | Christijan Albers    | Minardi-Cosworth | 1:25.921 | senza tempo | senza tempo | –        | 20      |

## Gara

### Resoconto

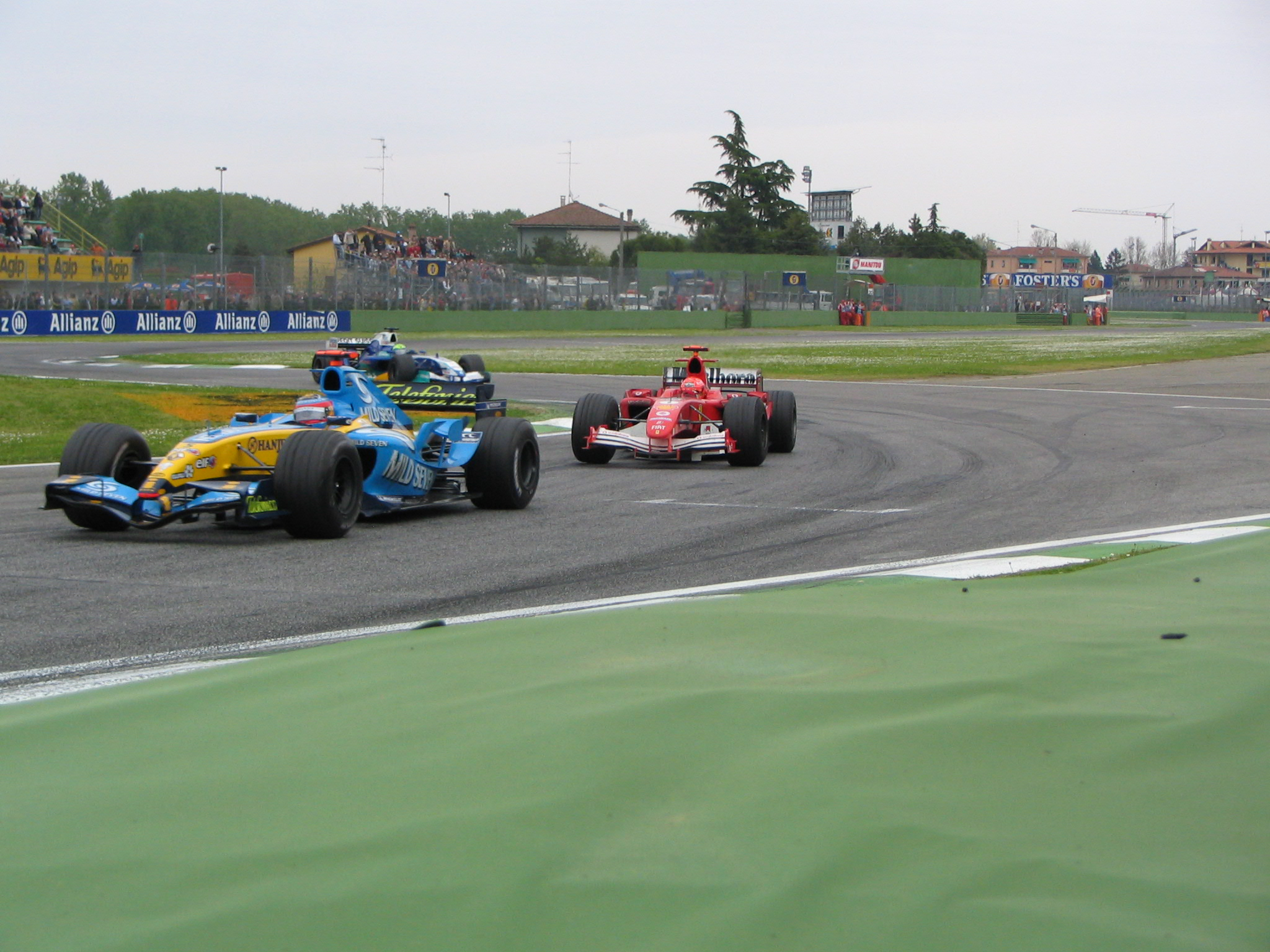
Fernando Alonso viene insidiato da Michael Schumacher all'uscita della Variante Bassa in un momento del loro duello: lo spagnolo, al termine della gara, conquisterà il terzo successo consecutivo.

Alla partenza scatta bene Kimi Räikkönen, seguito da Fernando Alonso, mentre Jenson Button si porta in terza posizione. Al quinto giro, Giancarlo Fisichella della Renault è andato a sbattere alla curva Tamburello, ed è costretto al ritiro, mentre al nono è il leader della gara, Räikkönen ad accusare problemi meccanici, lasciando la testa della corsa a Fernando Alonso. Al diciottesimo giro si ferma Rubens Barrichello, al via per la 200ª volta in carriera, per problemi elettrici. Dopo una quindicina di giri, Alonso ha 9” su Button e oltre venti su Jarno Trulli, decisamente più lento ma impossibile da superare per il trenino alle sue spalle che arriva fino a Michael Schumacher, decimo. Mentre iniziano i primi stop, Takuma Satō rompe gli indugi e passa Mark Webber al tamburello, salendo al quarto posto, sempre dietro a Trulli. Il tedesco della Ferrari è l’ultimo a fermarsi, alla ventisettesima tornata, dopo aver fatto segnare un paio di giri veloci, salendo al terzo posto, davanti a Wurz e allo stesso giapponese. Staccato di 31” da Alonso e di oltre venti da Button, il campione del mondo, si scatena, continuando a girare su un ritmo insostenibile per chiunque. Alonso si ferma per il secondo stop al giro 42, lasciando la testa a Button, già incalzato dal tedesco, che lo passa alla variante alta nel corso del quarantasettesimo passaggio. Dopo la sosta di questi ultimi Alonso ritorna in prima posizione, seguito a breve distanza da Schumacher, il quale tuttavia non riesce a sopravanzare lo spagnolo, chiudendo a soli due decimi di distanza; si tratta della terza vittoria consecutiva per il leader del mondiale Alonso, il quarto successo della sua carriera.
Nel dopo-gara la BAR di Jenson Button viene trovata sottopeso, ma gli steward inizialmente accettano le spiegazioni della scuderia. Tuttavia la FIA presenta successivamente ricorso alla Corte d'Appello, che il 5 maggio decide di squalificare entrambe le vetture dal Gran Premio e di sospendere la scuderia per i due eventi successivi, i GP di Spagna e Monaco, in quanto le monoposto erano state dotate di un serbatoio supplementare grazie al quale il carburante era impiegato anche come zavorra, pratica non permessa dal regolamento, permettendo potenzialmente di correre sottopeso in alcuni tratti di gara.
A seguito della squalifica delle BAR di Button e Sato, giunti al traguardo rispettivamente in terza e quinta posizione, e della penalità di tempo inflitta a Ralf Schumacher, originariamente ottavo, l'ordine d'arrivo viene sensibilmente modificato: infatti Alexander Wurz eredita il terzo posto, seguito da Villeneuve, Trulli, Heidfeld, Webber e Liuzzi, che coglie un punto nel suo Gran Premio d'esordio in Formula 1. Per il pilota austriaco si tratta del secondo podio in carriera dopo quello conquistato nel Gran Premio di Gran Bretagna 1997.

### Risultati
I risultati del gran premio sono i seguenti:
| Pos | Nº | Pilota               | Costruttore      | Gomme | Giri | Tempo/Ritiro/Media         | Griglia | Punti |
| --- | -- | -------------------- | ---------------- | ----- | ---- | -------------------------- | ------- | ----- |
| 1   | 5  | Fernando Alonso      | Renault          | M     | 62   | 1:27:41.921 - 209.043 km/h | 2       | 10    |
| 2   | 1  | Michael Schumacher   | Ferrari          | B     | 62   | +0.215                     | 13      | 8     |
| 3   | 10 | Alexander Wurz       | McLaren-Mercedes | M     | 62   | +27.554                    | 7       | 6     |
| 4   | 11 | Jacques Villeneuve   | Sauber-Petronas  | M     | 62   | +1:04.442                  | 11      | 5     |
| 5   | 16 | Jarno Trulli         | Toyota           | M     | 62   | +1:10.258                  | 5       | 4     |
| 6   | 8  | Nick Heidfeld        | Williams-BMW     | M     | 62   | +1:11.282                  | 8       | 3     |
| 7   | 7  | Mark Webber          | Williams-BMW     | M     | 62   | +1:23.297                  | 4       | 2     |
| 8   | 15 | Vitantonio Liuzzi    | RBR-Cosworth     | M     | 62   | +1:23.764                  | 15      | 1     |
| 9   | 17 | Ralf Schumacher      | Toyota           | M     | 62   | +1:35.841                  | 10      |       |
| 10  | 12 | Felipe Massa         | Sauber-Petronas  | M     | 61   | +1 giro                    | 18      |       |
| 11  | 14 | David Coulthard      | RBR-Cosworth     | M     | 61   | +1 giro                    | 14      |       |
| 12  | 19 | Narain Karthikeyan   | Jordan-Toyota    | B     | 61   | +1 giro                    | 16      |       |
| 13  | 18 | Tiago Monteiro       | Jordan-Toyota    | B     | 60   | +2 giri                    | 17      |       |
| SQ  | 3  | Jenson Button        | BAR-Honda        | M     | 62   | Squalificato               | 3       |       |
| SQ  | 4  | Takuma Satō          | BAR-Honda        | M     | 62   | Squalificato               | 6       |       |
| Rit | 21 | Christijan Albers    | Minardi-Cosworth | B     | 20   | Problema idraulico         | 20      |       |
| Rit | 2  | Rubens Barrichello   | Ferrari          | B     | 18   | Impianto elettrico         | 9       |       |
| Rit | 9  | Kimi Räikkönen       | McLaren-Mercedes | M     | 9    | Semiasse                   | 1       |       |
| Rit | 20 | Patrick Friesacher   | Minardi-Cosworth | B     | 8    | Frizione                   | 19      |       |
| Rit | 6  | Giancarlo Fisichella | Renault          | M     | 5    | Incidente                  | 12      |       |

## Classifiche mondiali

### Piloti
| Pos | Pilota               | Punti |
| --- | -------------------- | ----- |
| 1   | Fernando Alonso      | 36    |
| 2   | Jarno Trulli         | 20    |
| 3   | Giancarlo Fisichella | 10    |
| 4   | Michael Schumacher   | 10    |
| 5   | Nick Heidfeld        | 9     |
| 6   | Ralf Schumacher      | 9     |
| 7   | David Coulthard      | 9     |
| 8   | Mark Webber          | 9     |
| 9   | Rubens Barrichello   | 8     |
| 10  | Juan Pablo Montoya   | 8     |
| 11  | Kimi Räikkönen       | 7     |
| 12  | Alexander Wurz       | 6     |
| 13  | Jacques Villeneuve   | 5     |
| 14  | Pedro de la Rosa     | 4     |
| 15  | Christian Klien      | 3     |
| 16  | Felipe Massa         | 2     |
| 17  | Vitantonio Liuzzi    | 1     |

### Costruttori
| Pos | Team             | Punti |
| --- | ---------------- | ----- |
| 1   | Renault          | 46    |
| 2   | Toyota           | 29    |
| 3   | McLaren-Mercedes | 25    |
| 4   | Ferrari          | 18    |
| 5   | Williams-BMW     | 18    |
| 6   | RBR-Cosworth     | 13    |
| 7   | Sauber-Petronas  | 7     |